# Rita Kovács
Rita Kovács (Hungría, 29 de marzo de 1970) es una nadadora húngara retirada especializada en pruebas de larga distancia en aguas abiertas, donde consiguió ser subcampeona mundial en 1994 en los 25 km en aguas abiertas.

## Carrera deportiva
En el Campeonato Mundial de Natación de 1994 celebrado en Roma (Italia), ganó la medalla de plata en los 25 km en aguas abiertas, con un tiempo de 5:50:13 segundos, tras la australiana Melissa Cunningham  (oro con 5:48:25 segundos) y por delante de otra nadadora australiana Shelley Taylor-Smith  (bronce con 5:53:12 segundos).